# Lophometopum leptum
Lophometopum leptum är en kackerlacksart som beskrevs av Morgan Hebard 1920. Lophometopum leptum ingår i släktet Lophometopum och familjen småkackerlackor.
Artens utbredningsområde är Panama. Inga underarter finns listade i Catalogue of Life.